# Ароп-локеп
Ароп-локеп (также лукеп, локеве; англ. Arop-Lokep, Lukep, Lokewe; ароп poonoo [pɔnɔ]) — язык австронезийской семьи, распространённый на островах архипелага Бисмарка, у северо-восточного побережья Новой Гвинеи, вдоль пролива Витязь (откуда название подгруппы).

## Генеалогические сведения
Согласно Дж. Линчу, М. Россу и Т. Кроули, язык ароп-локеп относится к витязеву языковому комплексу (linkage) внутри нгеро-витязевой группы (в оригинале — family), входящей в североновогвинейскую подветвь западноокеанийских языков. Западноокеанийские языки (в составе океанийских) входят в австронезийскую языковую семью.
Существуют также альтернативные варианты классификации.

## Социолингвистические сведения
По данным на 2000 г., языком владеют приблизительно 3000 человек, проживающих на островах Лонг-Айленд (англ. Long-Island) и Толокива (англ. Tolokiwa), а также на северо-западе острова Умбои (англ. Umboi, Rooke). Угрозы исчезновения языка на данный момент нет. Существует письменность на латинской основе, и грамота преподаётся в начальных классах школы. На ароп-локеп в конце XX — начале XXI в. переведены фрагменты из Библии.
Язык делится на два диалекта: ароп (Лонг-Айленд) и локеп (остальная территория). В диалектах различаются некоторые формы местоимений, однако в целом разница незначительна.
Большинство носителей языка владеют также ток-писином.

## Фонетика[3]
Согласные:
|               | губные | альвеолярные | палатальные | велярные |
| ------------- | ------ | ------------ | ----------- | -------- |
| взрывные      | p b    | t d          |             | k g      |
| фрикативные   |        | s            |             |          |
| носовые       | m      | n            |             | ŋ        |
| дрожащие      |        | r            |             |          |
| боковые       |        | l            |             |          |
| аппроксиманты | w      |              | j           |          |

Гласные:
|                | передние | центральные | задние |
| -------------- | -------- | ----------- | ------ |
| верхние        | i        |             | u      |
| средне-верхние | e        |             | o      |
| средне-нижние  |          |             | ɔ      |
| нижние         |          | a           |        |

На письме фонема /ɔ/ обозначается диграфом oo.

## Типологические характеристики[3]

### Тип выражения грамматических значений
Язык проявляет отдельные черты аналитизма, но в целом его можно охарактеризовать как синтетический.
Д’Джернс указывает на аналитический показатель множественного числа di:
tamoto 'мужчина' — di tamoto 'мужчины'
Кроме того, время и модальность могут выражаться только аналитически (см. раздел 5.2).
Однако, в языке развита система аффиксации, причём префиксы сильно распространены. Существуют притяжательные формы существительных, субъектное и объектное спряжение глагола:
tina-k be i-dowai p-ong
мать-1SG POT 3SG-готовить BEN-2SG

'Моя мать приготовит еду для тебя.'
(Be — т. н. «потенциальное наречие», здесь выражает будущее время; pong — притяжательная форма предлога pang, примерно соответствует русскому дательному падежу).

### Характер морфемной границы
Для языка ароп-локеп характерна агглютинация морфем:
ti-pa-kan 'они кормят'
ti-par-kan 'они кусают друг друга'
ka-pa-kan 'вы кормите'
ka-par-kan 'вы кусаете друг друга'

### Тип маркирования синтаксической зависимости
В языке встречается и вершинное, и зависимостное маркирование.

#### В именной группе
В ароп-локеп существует два способа выразить посессора. Первый способ — притяжательные суффиксы (вершинное маркирование):
Aiyo di natu-nu 
Аийо PL ребёнок-3SG

'дети Аийо'
Второй способ — предлог ke, стоящий при зависимом имени:

Rumu ke tool in 
Дом POSS человек этот

'дом этого человека'

#### В предикации
Подлежащее и иногда прямое дополнение маркируются лично-числовыми показателями на глаголе:
Sur in, a-nai-i muntu
суп этот 1SG-варить-3SG утром

'Этот суп я сварил сегодня утром.'
Для остальных зависимых глагола используются предлоги.

### Тип ролевой кодировки
Аккузативная ролевая кодировка. Существительные в языке ароп-локеп не склоняются, поэтому морфологически кодировка проявляется только в глагольных показателях.
У всех одноместных глаголов актант маркируется одними и теми же лично-числовыми префиксами :
Ti-mata
3PL-умереть

'Они умерли.' 
Di si-ma ti-pa na-ngo?
3PL кто-и 3PL-идти LOC-те

'Кто это там идёт? (несколько человек)'
Так же маркируется и агенс переходного глагола; пациенс либо вообще не маркируется на глаголе, либо маркируется специальными суффиксами (в основном они совпадают с указательными местоимениями).
Ti-yei urata tiap
3PL-делать работа нет

'Они не выполнили работу.' 
Ti-rau-u
3PL-бить-3SG

'Они ударили его.'
Что касается порядка слов, актант одноместного глагола всегда занимает ту же позицию, что и переходный агенс (то есть стоит перед глаголом) — таким образом, порядок слов также указывает на аккузативность.

### Базовый порядок слов
Базовый порядок слов в переходной клаузе — SVO (в непереходной, соответственно, SV). Субъект и объект различаются прежде всего по положению относительно глагола, так как падежей в языке нет.
Di tamoto ti-sere asara
PL мужчина 3PL-искать мясо

 'Мужчины искали мясо.'

## Некоторые особенности

### Префиксация
В ароп-локеп сравнительно большую роль играют префиксы, несмотря на то, что в целом морфология значительно проще, чем в таких языках, как латынь или русский. Они используются как при деривации (показатель реципрока -par- и показатель каузатива -pa-), так и при словоизменении (спряжение глагола по субъекту).
ti-par-sulu
3PL-REC-кричать

'Они кричат друг на друга.'
Кроме того, препозитивным является показатель множественного числа (см. выше).

### Время
В языке ароп-локеп у глаголов нет категории времени. Время вместе с модальностью выражается наречиями, которые могут менять свою позицию в предложении. Так, наречие be (в диалекте локеп — bet) выражает намерение, возможность, и часто используется в утверждениях о будущем. Различие между прошедшим и настоящим временем в ароп-локеп часто не выражается вообще:
Di kakase tingele. 'Дети смеются / дети смеялись.'
1. ↑  John Lynch, Malcolm Ross, Terry Crowley. The Oceanic Languages.. — перепечатанное. — Richmond, Surrey, UK: Curzon Press, 2002. — 924 с. — ISBN 0700711287, 9780700711284.
2. ↑  Lewis, M. Paul, Gary F. Simons, and Charles D. Fennig (eds.). Ароп-локеп на сайте Ethnologue. SIL International (2014). Дата обращения: 23 декабря 2014. Архивировано 24 декабря 2014 года.
3. 1 2  Lucille S. D'Jernes. "Arop-Lokep" // The Oceanic Languages / John Lynch, Malcolm Ross, Terry Crowley. — Richmond, Surrey, UK: Curzon Press, 2002. — С. 249-269. — 924 с. — (Curzon language family series). — ISBN 0700711287, 9780700711284.